# PV-1000
O PV-1000 é um videogame fabricado pela Casio, e lançado no Japão em outubro de 1983 pelo valor de 14,800¥.
O sistema utiliza o microprocessador Z80A rodando a 3.579 MHz, e a memória RAM é de apenas 2 KB (sendo que metade dela - 1 KB - é voltada para o gerador de sprites). A resolução é de 256×192 com 8 cores diferentes.
O PV-1000 utilizava hardware da geração anterior (muito semelhante ao usado no ColecoVision) e foi um concorrente do Famicom (e também do SG-1000), mas como não tinha como durar muito tempo no mercado e sumiu rapidamente.
Seu sucessor foi o console Casio Loopy, que também foi lançado apenas no Japão.

## Jogos[4]
Apenas treze jogos foram lançados para o PV-1000:
| Título          |
| --------------- |
| Amidar          |
| Dig Dug         |
| Dirty Chameleon |
| Excite Mahjong  |
| Fighting Bug    |
| Naughty Boy     |
| Pachinko-UFO    |
| Pooyan          |
| Space Panic     |
| Super Cobra     |
| Turpin          |
| Tutankham       |
| Warp & Warp     |